# Кейсі Джонс
Арнольд Бернід «Кейсі» Джонс (англ. Arnold Bernid «Casey» JonesArnold Bernid "Casey" Jones ) — вигаданий персонаж коміксів про Черепашок-ніндзя, створений Кевіном Істменом і Пітером Лердом. Кейсі Джонс замислювався як пародія на персонажів-вігілантів з інших коміксів   . У Кейсі зазвичай довге темне волосся, він носить хокейну маску і обрізані велосипедні рукавички, а зброю зберігає в сумці для гольфу, що одягається через плече . Бойовий клич: «Гунгала!»
Кейсі - вігілант, вуличний месник, який кинув виклик організованій злочинності його рідного міста Нью-Йорка . Широко відомий як один із головних союзників Черепашок-ніндзя, а також любовний інтерес Ейпріл О'Ніл .
Персонаж набув великої популярності і з'являвся в різних медіа за межами коміксів, зокрема у:мультсеріалі 1987 року, мультсеріалі 2003 року, мультфільмі 2012 року та мультсеріалі 2018 року, де була представлена жіноча версія персонажа на ім'я Кассандра Джонс. У мультфільмі з мотивів мультсеріалу з'явився сам Кейсі Джонс. У фільмах 1990 та 1993 його зіграв Еліас Котеас , а в 2016 році роль виконав Стівен Амелл  .

## Створення та концепція
Кейсі Джонс був створений Кевіном Істменом і Пітером Лердом як пародія на персонажів-вігілантів з інших коміксів. 2009 року Істман розповів, що наштовхнуло його на створення героя:
|  | «У мене була ідея створити своєрідну пародію на всіх існуючих персонажів-лінчувальників, які були в коміксах. Якщо ми розглянемо такі класичні приклади як Бетмен і Шибайголова, то побачимо, що у всіх цих персонажів сталося щось трагічне в минулому, через що вони обрали шлях самостійно боротися зі злочинністю. І я подумав, що було б дійсно забавно, якби у нас був персонаж, який робив би те саме, але через перегляд надмірної кількості поганих телепередач, таких як «Ті Джей Хукер» і «Команда „А“». В результаті з'явився персонаж на ім'я Кейсі Джонс, який використовує як зброю пару бейсбольних біт. Він носив хокейну маску та спортивні штани — створивши образ із того, що було під рукою. В останній момент Піт сказав: «Чому б не дати йому сумку для гольфу, в якій він носитиме свою зброю? І я такий: Чувак, ось воно! » . |

Тим не менш, історія походження Кейсі була переосмислена сценаристом Трістаном Х'ю Джонсом в Tales of the Teenage Mutant Ninja Turtles #56, ставши більш схожою на версію з мультсеріалу 2003 року.

## Біографія

### Mirage та Image
Коли Джонс був дитиною, банда Пурпурних драконів, очолювана молодим Ханом, підпалила магазин його батька, після чого вбила його батька і взяла в заручники матір та сестру Кейсі. Тяжко побитий юнак відмовився здатися і напав на Хана з ножем, зумівши завдати удару в шию. На помсту Хан побив його до напівсмерті. Ця подія, призвела до психічного та емоційного розладу, внаслідок чого в очах Кейсі часто відображалося обличчя Хана.
Перша поява Кейсі Джонса відбулася в Raphael: Teenage Mutant Ninja Turtle, сольній серії Рафаеля. Рафаель стикається з Кейсі, коли той побиває грабіжників, зупиняючи його перш ніж Джонс встигає завдати смертельного удару. Після кількох конфліктів Кейсі і Раф, зрештою, стають друзями. Пізніше він приходить на допомогу черепашкам, Сплінтеру та Ейпріл О'Ніл, коли на них нападає воскреслий Шреддер у будинку Ейпріл. Семеро збігають і їдуть на ферму в Нортгемптон, штат Массачусетс, яка колись належала бабусі Кейсі. Приблизно в цей момент Кейсі «офіційно» стає частиною родини черепашок, і ферма якийсь час діє як другий будинок для команди.
У коміксах Mirage Кейсі постає надзвичайно жорстокою людиною, навіть більшою мірою, ніж Рафаель, проте пом'якшується протягом серії. У сюжетній арці «Shades of Gray» Кейсі випадково вбиває підлітка, який намагався пограбувати його. Після цього випадку Кейсі приохотився до алкоголю, що ускладнило його стосунки з Ейпріл  .
Під час подій City at War, Кейсі залишає ферму і вирушає до Лос-Анджелеса, плануючи відшукати Ейпріл, але натомість зустрічає вагітну жінку на ім'я Габріель, в яку закохується і, згодом, одружується з нею. Габріель вмирає під час пологів, і Кейсі залишається дбати про свою дочку, якій дає ім'я Шедоу. Розвіявши порох Габріель, Кейсі повертається до Нью-Йорка разом із Шедоу, щоб залишитися зі своєю матір'ю. В результаті випадкової зустрічі Кейсі возз'єднується з Ейпріл, коли вона приходить купувати багатоквартирний будинок, що належить матері Кейсі. Під час цієї зустрічі з'ясувалося, що справжнє ім'я Кейсі - Арнольд, але він вважає за краще використовувати тільки своє друге ім'я.
Згодом відносини між Кейсі та Ейпріл відновлюються. У четвертому томі він і Ейпріл одружуються і починають виховувати Шедоу як свою дочку, водночас мріючи завести власну дитину. Зрештою Ейпріл залишає Кейсі і Шедоу, дізнавшись, що не є людиною, будучи намальованою чарівною ручкою Кірбі. Поки Ейпріл приходить до тями на Алясці, Кейсі вирушає в нічні клуби, щоб заглушити свої смутку. Він зустрічається з лідером клану Фут Караї в одному з цих клубів і після кількох випивок прокидається в притулок Караї, не пам'ятаючи минулої ночі. Ця сюжетна лінія залишилася незавершеною, оскільки четвертий том не було закінчено  .

### Archie Comics
Незважаючи на згадку, Кейсі Джонс ніколи не з'являється в Teenage Mutant Ninja Turtles Adventures Archie Comics .

### Dreamwave Productions
У Teenage Mutant Ninja Turtles #4 від Dreamwave Productions Кейсі Джонс є центральним персонажем. Коли Кейсі був дитиною, він виявляв занепокоєння в ті моменти, коли банда Пурпурних драконів вимагала гроші у його батька і загрожувала розправою. Містер Джонс у твердій формі доносив до сина, що той ніколи не повинен здаватися і зобов'язаний дати відсіч попри все. Якось Пурпурні дракони на чолі з Ханом підпалили магазин сім'ї Джонс. Того дня Кейсі поранив Хана в ногу розбитою пляшкою. В люті Хан змусив своїх головорізів побити Кейсі до напівсмерті. Перш ніж його виписали з лікарні через відсутність страховки, у Кейсі діагностували пошкодження головного мозку внаслідок побоїв. Незабаром після цього містер Джонс подався на пошуки Хана, щоб помститися, проте так і не повернувся додому. Потім мати Кейсі вирушила на пошуки свого чоловіка і теж зникла. З того моменту Кейсі втратив самовладання і переконував себе, що його батько і мати все ще живі і просто чекають, поки Кейсі очистить вулиці від усіх Пурпурних драконів, перш ніж зможуть повернутися назад.

### IDW Comics
У серії Teenage Mutant Ninja Turtles, випущеної IDW Publishing, Кейсі представлений як молодий стипендіат коледжу. Після смерті його матері від раку його батько став бандитом-алкоголіком, який зганяв своє щоденне розчарування на сина. В одному з таких випадків Кейсі був врятований від ще одного жорстокого побиття Рафаелем, який в той час вів відокремлене життя вуличного бродяги після своєї мутації (не підозрюючи, що його шукає сім'я), і вони швидко стали друзями та товаришами-вігілантами, поки Рафаель не возз'єднався зі своєю сім'єю, після чого Кейсі познайомився з трьома іншими черепахами та потоваришував із ними.

### Телебачення

#### Мультсеріал 1987 року
У мультсеріалі мультсеріалі 1987 Кейсі представлений як божевільний вігілант, що нагадує Гаррі Каллагана, який переслідує всіляких злочинців, від грабіжників до сміттярів. Він ніколи не знімає маску, навіть коли перевдягається у діловий костюм. З'являючись у п'яти епізодах серіалу, дана версія Кейсі не відіграє важливої ролі, як у коміксах: у нього не формуються дружба з Рафом і відносини з Ейпріл.

#### Мультсеріал 2003 року
Кейсі Джонс є одним з головних героїв мультсеріалу Черепашок-ніндзя 2003 року  . У дитинстві Кейсі втратив батька, коли той відмовився платити данину Пурпурним драконам, на чолі з Ханом, які також спалили їхній сімейний магазин. Через деякий час Кейсі познайомився з молодими черепашками-ніндзя, кожен з яких намагався навчити його постояти за себе перед вуличними хуліганами. Оскільки черепашки були у маскуванні, а Кейсі представився своїм першим ім'ям, надалі ніхто не підозрював про цю зустріч.
Як і в коміксах, Кейсі став вігілантом і зіткнувся з Рафаелем під час побиття Пурпурових драконів. Завдяки Рафу та його братам, Кейсі утихомирив свій гнів і став вірним другом і союзником мутантів-ніндзя. Згодом він познайомився з їхнім учителем Сплінтером і ще одним другом з-поміж друзів на ім'я Ейпріл, з якою у нього сформувалися непрості стосунки. Під час нападу на антикварний магазин Ейпріл Шреддера на чолі з кланом Фут, Кейсі допоміг черепашкам, Сплінтеру та Ейпріл у битві, а потім перевіз їх у заміський будинок своєї бабусі, щоб допомогти Леонардо відновити свої сили. Повернувшись до Нью-Йорка, Кейсі залишився охороняти Ейпріл у притулку черепах, а потім допомагав групі проникнути в будівлю TCRI, коли ті шукали Сплінтера та їх подальшу евакуацію, коли будівлю оточили військові. У серії «Повернення Нано» відбулася перша спроба перенести Кейсі та Ейпріл на наступний рівень. Надалі Кейсі пліч-о-пліч з черепашками брав участь у війні між кланом Фут, Пурпурними драконами та гангстерами і очолював групу людей під час вторгнення Трицератонів. У фіналі 3 сезону Кейсі допомагав черепашкам і Сплінтеру в саботуванні відбуття Шреддера в космос, а потім забезпечив їм притулок у будинку бабусі. Під час протистояння з Тенгу Шреддером, Кейсі добровільно залишився охороняти Ейпріл, пропустивши битву, оскільки, за його словами, він любить Ейпріл набагато сильніше, ніж битви. У 6 сезоні черепашки потрапили у 2105 рік, де познайомилися з Коуді Джонсом, нащадком Кейсі та Ейпріл. У фіналі 7 сезону та всього мультсеріалу відбулося весілля Кейсі та Ейпріл, де всі їхні друзі та союзники допомогли зупинити Кібер Шреддера.
У повнометражному мультфільмі Черепашки назавжди, що послужив епілогом мультсеріалу, Кейсі брав участь у відбитті нападу мутантів Шреддера і клану Фут на місто Нью-Йорк  .

#### Мультсеріал 2012 року
У мультсеріалі 2012 Кейсі вперше з'являється у 4 серії 2 сезону.

#### Мультсеріал 2018 року
У мультсеріалі Еволюція Черепашок-ніндзя 2018 року з'являється жіноча версія персонажа на ім'я Кассандра "Кейсі" Джонс.

## Кіно
У фільмі «Черепашки-ніндзя» 1990 роль Кейсі Джонса виконав Еліас Котеас . У минулому він був хокеїстом, який став вігілантом внаслідок дострокового завершення кар'єри через отриману спортивну травму. Він зустрічається Рафаеля під час побиття вуличних грабіжників. Рафаель не дає Кейсі завдати шкоди злодіям, через що Кейсі зганяє свою злість на Рафаеля. Пізніше Кейсі помічає Рафаеля на даху житлового будинку в оточенні ніндзя клану Фут і приходить на допомогу черепашкам у наступному нападі. Мікеланджело називає його " Вейном Грецьки на стероїдах". Згодом Кейсі приєднується до черепашок у битві проти Шреддера та клану Фут і бере участь у порятунку Сплінтера зі штаб-квартири Фут. Саме Джонс розчавлює Шреддера у сміттєвозі.
У фільмі « Черепашки-ніндзя III » 1993 року Кейсі, знову зіграний Котеасом, на прохання черепашок допомагає Сплінтеру наглядати за чотирма японцями з минулого, що опинилися в теперішньому, тоді як черепашки потрапляють у феодальну Японію. Також Котеас зіграв предка Кейсі на ім'я Віт, який, як і його нащадок, допомагає черепахам і закохується в Ейпріл.
У повнометражному мультфільмі Черепашки-ніндзя 2007 року Кейсі озвучив Кріс Еванс  . За сюжетом, Кейсі полягає в романтичних відносинах з Ейпріл і працює доставником у її судноплавній компанії, тоді як ночами він продовжує діяльність вігіланта. Якось він зустрічає Рафаеля, який виступає під ім'ям Нічний всевидящий. Надалі Кейсі, Ейпріл, черепашки та Сплінтер роблять набіг на лігво Макса Вінтерса. Також Кейсі та Ейпріл допомагають Караї та клану Фут із упійманням 13 монстра.
У 2011 році відбувся вихід фанатського фільму " Кейсі Джонс ", де роль головного героя виконав Марті Морено  .
Стівен Амелл виконав роль Кейсі Джонса в картині « Черепашки-ніндзя 2 » 2016   . Джонс представлений як запальний поліцейський із Нью-Йорка, який мріє стати детективом. Після втечі Шреддера, Бібопа і Рокстеді, останні з яких викрадають автомобіль Кейсі, той вирішує вистежити обох злочинців поодинці. Вистеживши їх до будівлі TCRI, Джонс рятує Ейпріл О'Ніл від тих, хто її переслідує ніндзя клану Фут. Потім він знайомиться з черепашками і допомагає їм викрасти мутаген із поліцейської ділянки. Коли черепашки стають об'єктами переслідування поліції, Кейсі та Ейпріл виграють для них достатньо часу, щоб ті могли втекти. У фінальній битві Кейсі перемагає Бібопа та Рокстеді, після чого запрошує Ейпріл на побачення.
Кейсі Джонс з'явився у мультфільмі " Еволюція Черепашок-ніндзя " 2022 року, де його озвучить Хейлі Джоел Осмент . Він є сином Кассандри Джонс із майбутнього, де його тренували Черепашки-ніндзя. За сюжетом, Кейсі вирушає в минуле, щоб попередити братів-мутантів про майбутню небезпеку  .

## Відеоігри
- Кейсі Джонс є ігровим персонажем у Teenage Mutant Ninja Turtles: Tournament Fighters у версіях для NES та Sega Genesis, а також фігурує в рівні Донателло у версії для SNES .
- У Кейсі рятує черепашок у тому випадку, коли у них закінчується здоров'я [16] .
- У грі Teenage Mutant Ninja Turtles 2003 року, заснованої на однойменному мультсеріалі, знову озвучений Томпсоном [17] Кейсі виступає босом у режимі історії за Рафаеля. Після перемоги над ним персонаж стає ігровим.
- Кейсі виступає як альтернатива Рафаеля в Teenage Mutant Ninja Turtles 2: Battle Nexus . Персонажу знову озвучив Марк Томпсон [18] .
- Кейсі фігурує в іграх Teenage Mutant Ninja Turtles 3: Mutant Nightmare [19] та Teenage Mutant Ninja Turtles Legends .
- В іграх Teenage Mutant Ninja Turtles: Mutant Melee [20] та Teenage Mutant Ninja Turtles: Smash-Up Кейсі також є грабельним персонажем. В обох випадках Томпсон повернувся до озвучування [21] .
- Кейсі став ігровим персонажем у грі Teenage Mutant Ninja Turtles: Shredder's Revenge 2022 [22]

## Товари
У 1989 Playmates випустила фігурки по мультсеріалу 1987, однією з яких був Кейсі Джонс . У 2018 році NECA випустила маску Кейсі Джонса, змодельовану на основі його появи з фільму 1990  . Також NECA випустила фігурку самого Джонса у виконанні Еліаса Котеаса.